# Hans-Jürgen Bersch
Hans-Jürgen Bersch (* 17. April 1925 in Hamburg; † 21. November 2016 in Wiesbaden) war ein deutscher Chemiker und Wissenschaftsjournalist.

## Leben
Bersch wurde 1925 in Hamburg-Harburg geboren und zog 1930 nach Leipzig. Nach der Volksschule besuchte er von 1935 bis 1943 die Thomasschule zu Leipzig. Nach dem Abitur wurde er zum Reichsarbeitsdienst und als Soldat in die Luftwaffe eingezogen. Während des Zweiten Weltkriegs geriet er für zwei Jahre in amerikanische Kriegsgefangenschaft. Ab 1946 studierte er Chemie an der Universität Leipzig und Universität Hamburg.
Er arbeitete zunächst für den Norddeutschen Rundfunk und war ab 1970 Erster Redakteur in der Hauptredaktion Kultur/Abteilung Bildung und Erziehung im ZDF. In der Fachredaktion Chemie war er Redakteur und Autor der 52-teiligen Reihe Studienprogramm Chemie (1975–1982) und der 13-teiligen Reihe Bild(n)er der Chemie (1983–1988). Insgesamt produzierte er von 1963 bis 1990 mehr als 250 Wissenschaftsprogramme.
Hans-Jürgen Bersch war Vorsitzender des Thomanerbundes e. V. Er lebte in Wiesbaden.

## Schriften (Auswahl)
- mit Karl Heinrich Wiederkehr: Klassische Experimente der Physik. Rowohlt, Reinbek bei Hamburg 1970 (rororo-tele; 13); ISBN 3-499-60013-7.
- Leitartikel. In: Nachrichten aus Chemie, Technik und Laboratorium 31 (1983) 5, 345. doi:10.1002/nadc.19830310502
- mit Judith Krasselt: Die Thomasschule zu Leipzig zwischen Weimarer Republik und Nationalsozialismus (= Broschüren des Thomanerbund e. V.; 2). Herausgegeben vom Thomanerbund e. V., Leipzig 2000.

## Auszeichnungen
- 1976: Adolf-Grimme-Preis mit Bronze (zusammen mit Hans Kuhn und Manfred Samal)[3]
- 1981: Preis für Journalisten und Schriftsteller der Gesellschaft Deutscher Chemiker (GDCh) – erstmalige Verleihung[4]